# Чехов-3
Чехов-3 — закрытый военный городок в городском округе Чехов Московской области. Бывший посёлок Санаторный. Относится к в/ч № 33877. Мест дислокации воинской части три: Монино, Чехов-3 и Чехов-4. Часть принадлежит к инженерно-техническим войскам и является бюджетным учреждением Министерства обороны, которое реализует такие направления деятельности, как обеспечение безопасности страны, подготовка военнослужащих, здравоохранение.